# C'est la vie (Claude Kiambe)
C'est la vie è un singolo del cantautore olandese Claude Kiambe, pubblicato il 27 febbraio 2025.

## Descrizione
C'est la vie, brano con testo bilingue in francese e inglese, è stata scritta dallo stesso Kiambe insieme a Léon Paul Palmen, Arno Krabman e Joren van der Voort, quest'ultimi responsabili anche della produzione. Di carattere autobiografico, l'artista ha descritto la canzone come un tributo a un genitore, in particolare a sua madre. Durante un'intervista con l'emittente nederlandese AVROTROS, Claude ha così descritto il pezzo:

## Promozione
Dopo molteplici controversie avvenute durante l'Eurovision Song Contest 2024, tra cui la squalifica del rappresentante olandese Joost Klein dall'esibirsi durante la serata finale, l'emittente radiotelevisiva AVROTROS ha ufficialmente confermato la partecipazione dei Paesi Bassi all'Eurovision Song Contest 2025 nell'ottobre 2024, confermando l'utilizzo di una selezione interna per la selezione del rappresentante nazionale, dopo che lo stesso Klein ha rifiutato l'offerta di partecipare alla manifestazione europea per la seconda volta consecutiva.
Il 19 dicembre 2024 l'emittente AVROTROS ha confermato di aver selezionato Claude Kiambe, tra sei possibili candidati rimasti in lizza, come rappresentante nazionale per l'Eurovision Song Contest 2025 a Basilea. C'est la vie è stato annunciato come suo brano eurovisivo il 13 febbraio 2024, ed è stato pubblicato il successivo 27 febbraio.

## Video musicale
Il video del brano, diretto da Ivan Boljat, è stato reso disponibile il 27 febbraio 2025 attraverso il canale YouTube dell'Eurovision Song Contest.

## Tracce
Testi e musiche di Arno Krabman, Claude Kiambe, Joren van der Voort e Léon Paul Palmen.
1. C'est la vie – 2:40

## Classifiche
| Classifica (2025) | Posizione massima |
| ----------------- | ----------------- |
| Austria           | 63                |
| Finlandia         | 44                |
| Grecia            | 14                |
| Islanda           | 13                |
| Lituania          | 13                |
| Norvegia          | 67                |
| Paesi Bassi       | 2                 |
| Svezia            | 53                |
| Svizzera          | 23                |

## Date di pubblicazione
| Paese  | Data             | Formato                      | Etichetta    | Nota   |
| ------ | ---------------- | ---------------------------- | ------------ | ------ |
| Mondo  | 27 febbraio 2025 | Download digitale, streaming | Cloud 9      | [ 22 ] |
| Italia | 7 marzo 2025     | Contemporary hit radio       | Warner Italy | [ 23 ] |